# Cathérine Ongenae
Cathérine Ongenae (Sint-Niklaas, 1971) is een Belgische journaliste, antropologe en columniste.
Als kind verhuisde ze in 1973 naar Varsenare. Ze ging politieke en sociale wetenschappen, en vervolgens vergelijkende cultuurwetenschappen studeren aan de Universiteit Gent en studeerde af in 1995. In 2005 verscheen ze in een bijrol in de tv-serie Het Geslacht De Pauw.
Als journalist ging ze aan de slag bij De Morgen alwaar ze specialiseerde in mode en lifestyle. Haar aandacht voor het waarom van menselijk handelen en seksisme maakte haar coördinator van de DM-katern Wax. Daarnaast schrijft ze ook voor Knack, Deredactie.be en Feeling.
In de nasleep van massaal gedeelde getuigenissen over seksuele intimidatie gaf Ongenae in 2015 een boek uit bij uitgeverij Polis: #seksisme. Nee, wij overdrijven niet!
Met acht andere vrouwen stelde ze zich burgerlijke partij in de strafzaak over grensoverschrijdend gedrag tegen Bart De Pauw.